# روبرت فرانسيس فان ويس
روبرت فرانسيس فان ويس (3 فبراير 1965)  مجرم أمريكي ومطلوب سابق من قبل مكتب التحقيقات الفيدرالي بتهمه الاعتداء الجنسي والقتل في أوستن بولاية تكساس في سبتمبر 1983. في ديسمبر 2016 تمت إضافته إلى قائمة العشرة الأكثر طلبا لمكتب التحقيقات الفدرالي.

## تسليمه نفسه
في يناير 2017، سلم نفسه للجهات الامنية الأمريكية. 

## الحكم النهائي
في 28 مارس 2017 تم إدانته بالقتل وحكم عليه بالسجن لمدة 30 عاما.